# Yōta Komi
Yōta Komi (小見 洋太, Komi Yōta), né le 11 août 2002 à Saitama au Japon, est un footballeur japonais évoluant au poste d'ailier gauche au Kashiwa Reysol.

## Biographie

### En club
Né dans la préfecture de Saitama au Japon, Yōta Komi commence le football au FC Lian puis joue au FC Lavida, club affilié au Lycée Shōhei qui est réputé pour son école de football et qu'il rejoint par la suite.
Le 28 septembre 2020, l'Albirex Niigata annonce l'acquisition de Yōta Komi à partir de la saison suivante.
Il joue son premier match en J1 League, la première division japonaise, le 18 février 2023, à l'occasion de la première journée de la saison 2023 face au Cerezo Osaka. Il est titularisé et les deux équipes se neutralisent (2-2 score final). Le 2 septembre 2023, Komi marque son premier but en première division face au Urawa Red Diamonds. Buteur après son entrée en jeu, il permet à son équipe d'obtenir le point du match nul (1-1 score final),.
Le 8 juin 2025, Yōta Komi rejoint officiellement le Kashiwa Reysol pour un transfert permanent et un contrat de deux ans.

### En sélection
Yōta Komi représente l'équipe du Japon des moins de 18 ans, jouant un seul match, le 29 janvier 2020 contre l'Espagne. Il est titularisé et son équipe est battue par deux buts à zéro.